# Albert Ellefsen
Albert Ólav Ellefsen (født 22. september 1959 i Miðvágur) er en færøsk forretningsmand og lokalpolitiker (FF).
Han er uddannet fra Føroya Handilsskúli, akademi merkonom i International handel og markedsføring, og arbejdede i fiskesalgssamvirket Føroya Fiskasøla 1981–88 og en periode i 1987 i Føroya Banki. Regnskabsfører og driftleder i Snarfrost og Føroya Fiskavirking 1989 - 2003, salgsleder i Sandoy Seafood i 2004 og direktør i Faroe Finance 2004 - 2008. Ellefsen har vært regnskabschef i Fiskirannsóknarstovan 2008Han var økonomiansvarlig hos vinduesproducenten Føroya Gluggi 1988–89, 2016 - 2018,
Ellefsen har været aktiv indenfor idrætslivet på flere områder fodbold, håndbold, badminton og skak. Han startede som ungdomstræner i klubben Miðvágs Bóltfelag 1987 - 1997. Var også spiller for MB i perioden 1976 - 1993. Han har været færøsk mester i fodbold to gange 1998 og 2006 med Havnar Bóltfelag som hjælpetræner 1998 - 1999, 2005 - 2007 og 2016. Han var også cheftræner for holdet, juli 2007 og resten av sæsonen. Han var den første formand for den lokale idrætsklub FS Vágar efter stiftelsen i 1993. Han har også i perioder 1995 - 2003 været cheftræner og hjælpetræner for FS Vágar. Har også i flere perioder været træner for ÍF Fugjafjørð 2008, 2013 - 2014, og 2017. I 2013 vandt ÍF Fuglafjørður sølv for anden år i træk. Ellefsen blev kåret som årest træner i 2013. Han har også i flere omgange været træner for diverse ungdoms landshold. 
Ellefsen har været medlem af kommunalbestyrelsen i Vágar siden 2009, og var borgmester 2009–12. 2016 - 2020 er han udvalgsformand for kultur og fritid.
Albert Ellefsen er sønnesøn af Fólkaflokkurin-politikeren Sámal Ellefsen og beslægtet med brødrene Pauli Ellefsen og Svend Aage Ellefsen.
 Der er for få eller ingen kildehenvisninger i denne artikel, hvilket er et problem. Du kan hjælpe ved at angive troværdige kilder til de påstande, som fremføres i artiklen.